# Crocidura mariquensis
Crocidura mariquensis là một loài động vật có vú trong họ Chuột chù, bộ Soricomorpha. Loài này được A. Smith mô tả năm 1844.